# Prosolpuga schultzei
Prosolpuga schultzei är en spindeldjursart som beskrevs av Roewer 1934. Prosolpuga schultzei ingår i släktet Prosolpuga och familjen Solpugidae. Inga underarter finns listade i Catalogue of Life.